# انتخابات الرئاسة الموريتانية 2009
انتخابات الرئاسة الموريتانية 2009 هي الانتخابات الرئاسية التي جرت في 18 يوليو 2009، في موريتانيا، لانتخاب رئيس موريتانيا، فاز بالانتخابات محمد ولد عبد العزيز، وحصل على 409,100 صوتاً.

## المرشحين
| المرشح              | الحزب | عدد الأصوات | عدد المقاعد |
| ------------------- | ----- | ----------- | ----------- |
| محمد ولد عبد العزيز |       | 409,100     |             |